# تصفيات آسيا لكأس العالم 2010
أعطي الاتحاد الآسيوي لكرة القدم أربعة مقاعد ونصف المقعد للتأهل إلى بطولة كأس العالم لكرة القدم 2010 والتحق في التصفيات 43 منتخب (ما عدا منتخبات لاوس، بروناي، والفلبين) وستكون المشاركة الأولى لمنتخب تيمور الشرقية في التصفيات وهي أيضا المشاركة الأولى لمنتخب أستراليا في التصفيات الآسيوية منذ انتقاله من اتحاد أوقيانوسيا لكرة القدم في يناير 2006.
استطاعت منتخبات أستراليا، اليابان، كوريا الجنوبية، وكوريا الشمالية اقتناص البطاقات الأربع المباشرة المؤهلة إلى بطولة كأس العالم بينما فشل منتخب البحرين في اقتناص بطاقة خامسة لآسيا لخسارة في الملحق القاري من ممثل قارة أوقيانوسيا منتخب نيوزيلندا.

## تقسيم الفرق
التوزيع المبدئي الذي استخدم للدورين الأوليين اعتمد على نتائج المنتخبات في تصفيات آخر بطولتين لكأس العالم. موقف أستراليا كان معقدا لأنه لم يشارك في تصفيات البطولتين السابقتين ولكنه استطاع التأهل إلى نهائيات البطولة السابقة في ألمانيا وتأهل إلى الدور الربع النهائي في بطولة كأس الأمم الآسيوية لكرة القدم 2007.
مبدئيا تم وضع منتخب أستراليا في التوزيع الأول أي بين المنتخبات الأقوى في القارة كما فعلها في تصفيات دورة الألعاب الأولمبية 2008.
عندما حان موعد القرعة في مدينة ديربان الجنوب الأفريقية تم تغيير اختيار المنتخبات الفئة الأولى قليلا بحيث تم اختيارها على أساس أدائها في آخر نهائيات بطولتين في كأس العالم. تغيير هذه القاعدة أدى إلى حدوث تغيير بسيط.

### التوزيع للدورين الأوليين
المنتخبات المصنفة من 1 إلى 5 استبعدت من المشاركة في الدورين الأوليين وانتقلت إلى الدور الثالث مباشرة. 
المنتخبات المصنفة من 6 إلى 43 شاركت في الدور الأول حيث واجه منتخب من المصنفين من 6 إلى 24 منتخب آخر من المصنفين من 25 إلى 43. 
نتج عن الدور الأول 19 منتخب فائز انتقل أفضل 11 منتخب من ناحية التصنيف مباشرة إلى الدور الثالث بينما انتقلت المنتخبات الفائزة الثمانية الأسوأ من ناحية التصنيف إلى الدور الثاني حيث تتنافس فيما بينها على التأهل إلى الدور الثالث.
| المصنفين الأوائل (التصنيف من 1 إلى 5)                         | سلة أ (التصنيف من 6 إلى 24) | سلة ب (التصنيف من 25 إلى 43) |
| ------------------------------------------------------------- | --- | --- |
| 1. أستراليا 2. كوريا الجنوبية 3. السعودية 4. اليابان 5. إيران | 1. البحرين 2. أوزبكستان 3. الكويت 4. كوريا الشمالية 5. الصين 6. الأردن 7. العراق 8. لبنان 9. عمان 10. الإمارات العربية المتحدة 11. قطر 12. سوريا 13. فلسطين 14. تايلاند 15. تركمانستان 16. طاجيكستان 17. إندونيسيا 18. هونغ كونغ 19. اليمن | 1. فيتنام 2. قرغيزستان 3. المالديف 4. الهند 5. سنغافورة 6. سريلانكا 7. ماليزيا 8. تايبيه 9. بنغلاديش 10. ماكاو 11. باكستان 12. أفغانستان 13. منغوليا 14. غوام 15. نيبال 16. كمبوديا 17. بوتان 18. ميانمار 19. تيمور الشرقية |

- انسحب منتخبي البوتان وغوام من التصفيات قبل لعب أي مباراة.

## الدور الأول
القرعة الرسمية أجريت في 6 أغسطس 2007 في كوالالمبور عاصمة ماليزيا. تم اختيار منتخب من الفئة أ عشوائيا في مواجهة منتخب من الفئة ب.
| الفريق الأول  | إجم.                    | الفريق الثاني            | مباراة الذهاب | مباراة الإياب |
| ------------- | ----------------------- | ------------------------ | ------------- | ------------- |
| باكستان       | 0–7                     | العراق                   | 0–7           | 0–01          |
| أوزبكستان     | 11–0                    | تايبيه الصينية           | 9–0           | 2–0           |
| تايلاند       | 13–2                    | ماكاو                    | 6–1           | 7–1           |
| سريلانكا      | 0–6                     | قطر                      | 0–1           | 0–5           |
| الصين         | 11–0                    | ميانمار                  | 7–0           | 4–04          |
| بوتان         | انسحب2                  | الكويت                   |               |               |
| قرغيزستان     | 2–2 (5–6 ركلات الترجيح) | الأردن                   | 2–0           | 0–2 (و.إ)     |
| فيتنام        | 0–6                     | الإمارات العربية المتحدة | 0–1           | 0–5           |
| البحرين       | 4–1                     | ماليزيا                  | 4–1           | 0–0           |
| تيمور الشرقية | 3–11                    | هونغ كونغ                | 2–35          | 1–8           |
| سوريا         | 5–1                     | أفغانستان                | 3–0           | 2–11          |
| اليمن         | 3–2                     | المالديف                 | 3–0           | 0–2           |
| بنغلاديش      | 1–6                     | طاجيكستان                | 1–1           | 0–5           |
| منغوليا       | 2–9                     | كوريا الشمالية           | 1–4           | 1–5           |
| عمان          | 4–0                     | نيبال                    | 2–0           | 2–0           |
| فلسطين        | 0–7                     | سنغافورة                 | 0–41          | 0–36          |
| لبنان         | 6–3                     | الهند                    | 4–1           | 2–2           |
| كمبوديا       | 1–5                     | تركمانستان               | 0–1           | 1–4           |
| غوام          | انسحب3                  | إندونيسيا                |               |               |

1. لأسباب أمنية تم نقل مباراة منتخب العراق على ملعبه إلى سوريا كما تم نقل مباراة منتخب فلسطين على ملعبه إلى قطر ومباراة منتخب أفغانستان على ملعبه إلى طاجيكستان.[2]
2. ^ انسحب منتخبا بوتان وغوام بعد القرعة، وقبل لعب أيّة مباريات..[3][4]
3. ^ قرر الفيفا نقل مباراة منتخب ميانمار على ملعبه إلى ماليزيا.[5]
4. ^ قرر منتخب تيمور الشرقية نقل مباراته على ملعبه إلى إندونيسيا.
5. ^ فشل منتخب فلسطين في الوصول إلى ملعب المباراة فتقرر اعتبار منتخب سنغافورة فائزا 3-0. تقدم اتحاد فلسطين لكرة القدم بمذكرة احتجاج على إعادة تعديل موعد المباراة لأنه لم يستطع الحصول على ترخيص لمغادرة قطاع غزة ولكن الاتحاد الدولي لكرة القدم رفض الاحتجاج.[6]

## الدور الثاني
من أصل 19 منتخب فائز في الدور الأول فإنه تقرر ترحيل أسوأ 8 منتخبات من ناحية التصنيف إلى الدور الثاني من أجل أن تتنافس فيما بينها في مباراتي ذهاب وإياب للتأهل إلى الدور الثالث. تم إجراء القرعة في 6 أغسطس 2007 في العاصمة الماليزية كوالالمبور بمقر الاتحاد الآسيوي لكرة القدم. 
بما أنه لم يعرف ساعتها من هي المنتخبات التي ستشارك في الدور الثاني فقد تم إعطاء أرقام لها بحيث يلعب منتخب مصنف من 16 إلى 19 ضد منتخب مصنف من 12 إلى 15.
- السابع عشر ضد الرابع عشر
- السادس عشر ضد الثاني عشر
- الثامن عشر ضد الثالث عشر
- التاسع عشر ضد الخامس عشر

| الفريق الأول | إجم. | الفريق الثاني | مباراة الذهاب | مباراة الإياب |
| ------------ | ---- | ------------- | ------------- | ------------- |
| هونغ كونغ    | 0–3  | تركمانستان    | 0–0           | 0–3           |
| إندونيسيا    | 1–11 | سوريا         | 1–4           | 0–7           |
| سنغافورة     | 3–1  | طاجيكستان     | 2–0           | 1–1           |
| اليمن        | 1–2  | تايلاند       | 1–1           | 0–1           |

## الدور الثالث
انضمت المنتخبات الخمسة المصنفة الأفضل إلى الفائزون في الدور الأول والثاني.

### المتأهلون
| متأهلون مباشرة إلى الدور الثالث                               | أفضل 11 منتخب فائز في الدور الأول | الفائزون في الدور الثاني                      |
| ------------------------------------------------------------- | --- | --------------------------------------------- |
| 1. أستراليا 2. كوريا الجنوبية 3. السعودية 4. اليابان 5. إيران | 1. البحرين 2. أوزبكستان 3. الكويت1 4. كوريا الشمالية 5. الصين 6. الأردن 7. العراق 8. لبنان 9. عمان 10. الإمارات العربية المتحدة 11. قطر | 1. سوريا 2. تايلاند 3. تركمانستان 4. سنغافورة |

1. في 30 أكتوبر 2007 تم إيقاف اتحاد الكويت لكرة القدم من قبل الاتحاد الدولي لكرة القدم. في 9 نوفمبر 2007 عاود اتحاد الكويت نشاطه الدولي.

### التوزيع للدور الثالث
تم توزيع المنتخبات العشرين على 5 مجموعات تضم كل منها 4 منتخبات وتم إجراء القرعة في 25 نوفمبر 2007 في ديربان، جنوب أفريقيا. التوزيع كان مشابها للدورين الأول والثاني بينما الاختلاف الوحيد هو أن أفضل المنتخبات الخمس تم اختيارهم على حسب نتائجهم في بطولة كأس العالم 2006. نتيجة لذلك فقد انتقل منتخب إيران من الخامس إلى الثالث بينما تساوى منتخبي السعودية واليابان في المركز الخامس. 
الفئات الأربع كانت حسب التالي:
| الفئة الأولى                                   | الفئة الثانية                                 | الفئة الثالثة                                     | الفئة الرابعة                         |
| ---------------------------------------------- | --------------------------------------------- | ------------------------------------------------- | ------------------------------------- |
| أستراليا كوريا الجنوبية إيران اليابان السعودية | البحرين أوزبكستان الكويت كوريا الشمالية الصين | الأردن العراق لبنان عمان الإمارات العربية المتحدة | قطر سوريا تايلاند تركمانستان سنغافورة |

### المجموعات
تلعب جميع المجموعات بطريقة الدوري الكامل. المنتخبات التي تحتل المركزين الأول والثاني يتؤهلان إلى الدور الرابع.

#### المجموعة الأولى
| الفريق   | لعب | فاز | تعادل | خسر | له | عليه | +\- | النقاط |
| -------- | --- | --- | ----- | --- | -- | ---- | --- | ------ |
| أستراليا | 6   | 3   | 1     | 2   | 7  | 3    | 4+  | 10     |
| قطر      | 6   | 3   | 1     | 2   | 5  | 6    | 1–  | 10     |
| العراق   | 6   | 2   | 1     | 3   | 4  | 6    | 2–  | 7      |
| الصين    | 6   | 1   | 3     | 2   | 3  | 4    | 1–  | 6      |

في 26 مايو 2008 قرر الاتحاد الدولي لكرة القدم ايقاف اتحاد العراق لكرة القدم بعدما قررت الحكومة العراقية تجميد اتحاد العراق في 20 مايو 2008. تم رفع الإيقاف مؤقتا مع مراقبة الوضع في 29 مايو 2008. 
أشرك منتخب قطر اللاعب مارسيو إيمرسون باسوس في المباراة التي فاز بها على منتخب العراق 2-0 في 26 مارس 2008 مما دعا الاتحاد الدولي لكرة القدم إلى عقد اجتماع طاريء نتج عنه إيقاف اللاعب دوليا بينما لم يوجه أي اتهام صوب اتحاد قطر لكرة القدم. هذا الأمر دعا من اتحاد العراق لكرة القدم إلى رفع شكوى في محكمة التحكيم الرياضية ولكن تم رفض الدعوى بسبب أن وقت تسليم الدعوى وأجورها جاءت متأخرة.

#### المجموعة الثانية
| الفريق  | لعب | فاز | تعادل | خسر | له | عليه | +\- | النقاط |
| ------- | --- | --- | ----- | --- | -- | ---- | --- | ------ |
| اليابان | 6   | 4   | 1     | 1   | 12 | 3    | 9+  | 13     |
| البحرين | 6   | 3   | 2     | 1   | 7  | 5    | 2+  | 11     |
| عمان    | 6   | 2   | 2     | 2   | 5  | 7    | 2–  | 8      |
| تايلاند | 6   | 0   | 1     | 5   | 5  | 14   | 9–  | 1      |

#### المجموعة الثالثة
| الفريق         | لعب | فاز | تعادل | خسر | له | عليه | +\- | النقاط |
| -------------- | --- | --- | ----- | --- | -- | ---- | --- | ------ |
| كوريا الجنوبية | 6   | 3   | 3     | 0   | 10 | 3    | 7+  | 12     |
| كوريا الشمالية | 6   | 3   | 3     | 0   | 4  | 0    | 4+  | 12     |
| الأردن         | 6   | 2   | 1     | 3   | 6  | 6    | 0   | 7      |
| تركمانستان     | 6   | 0   | 1     | 5   | 1  | 12   | 11– | 1      |

#### المجموعة الرابعة
| الفريق    | لعب | فاز | تعادل | خسر | له | عليه | +\- | النقاط |
| --------- | --- | --- | ----- | --- | -- | ---- | --- | ------ |
| أوزبكستان | 6   | 5   | 0     | 1   | 17 | 7    | 10+ | 15     |
| السعودية  | 6   | 5   | 0     | 1   | 15 | 5    | 10+ | 15     |
| سنغافورة  | 6   | 2   | 0     | 4   | 7  | 16   | 9–  | 6      |
| لبنان     | 6   | 0   | 0     | 6   | 3  | 14   | 11– | 0      |

ملاحظة: تم عكس مركزي منتخبي أوزبكستان والسعودية بسبب جعل منتخب سنغافورة خاسر في أول مباراتين 0-3 بسبب اشراكه للاعب موقوف.

#### المجموعة الخامسة
| الفريق                   | لعب | فاز | تعادل | خسر | له | عليه | +\- | النقاط |
| ------------------------ | --- | --- | ----- | --- | -- | ---- | --- | ------ |
| إيران                    | 6   | 3   | 3     | 0   | 7  | 2    | 5+  | 12     |
| الإمارات العربية المتحدة | 6   | 2   | 2     | 2   | 7  | 7    | 0   | 8      |
| سوريا                    | 6   | 2   | 2     | 2   | 7  | 8    | 1–  | 8      |
| الكويت                   | 6   | 1   | 1     | 4   | 8  | 12   | 4–  | 4      |

## الدور الرابع
في الدور الرابع تقسم الفرق العشرة المتأهلة إلى مجموعتين من خمسة فرق.
| الدور الثالث | أصحاب المركز الأول | أصحاب المركز الثاني      |
| ------------ | ------------------ | ------------------------ |
| Group 1      | أستراليا           | قطر                      |
| Group 2      | اليابان            | البحرين                  |
| Group 3      | كوريا الجنوبية     | كوريا الشمالية           |
| Group 4      | السعودية*          | أوزبكستان*               |
| Group 5      | إيران              | الإمارات العربية المتحدة |

- تم اختيار مراكزهم حسب ترتيبهم في آخر جولة.

### التوزيع للدور الرابع
أجريت القرعة في 27 يونيو 2008 في العاصمة الماليزية كوالالمبور بمقر الاتحاد الآسيوي لكرة القدم. تم اقرار نفس طريقة قرعة الدور الثالث ما عدى فصل البايان والسعودية اللذان كانا في الترتيب الرابع. 
أفضل 6 منتخبات تم توزيعهم في 3 فئات تضم كل منها منتخبين بينما تم وضع المنتخبات الأربع المتبقية في فئة واحدة حيث يتم اختيار منتخب واحد من كل فئة من الفئات الثلاث بينما يتم اختيار منتخبين من الفئة الرابعة.
| الفئة 1                 | الفئة 2       | الفئة 3          | الفئة 4                                               |
| ----------------------- | ------------- | ---------------- | ----------------------------------------------------- |
| أستراليا كوريا الجنوبية | إيران اليابان | السعودية البحرين | أوزبكستان كوريا الشمالية الإمارات العربية المتحدة قطر |

### المجموعات
تقرر أن تعلب المجموعتين بنظام الدوري الكامل. أفضل منتخبين من كل مجموعة يتأهلان إلى بطولة كأس العالم مباشرة بينما يخوض صاحبي المركز الثالث في كلتا المجموعتين دور خامس فيما بينهما على أن يتأهل الفائز لملاقاة منتخب نيوزيلندا في الملحق القاري.

### المجموعة الأولى
| المنتخب   | لعب | فاز | تعادل | خسر | له | عليه | +\- | النقاط |
| --------- | --- | --- | ----- | --- | -- | ---- | --- | ------ |
| أستراليا  | 8   | 6   | 2     | 0   | 12 | 1    | 11+ | 20     |
| اليابان   | 8   | 4   | 3     | 1   | 11 | 6    | 5+  | 15     |
| البحرين   | 8   | 3   | 1     | 4   | 6  | 8    | 2–  | 10     |
| قطر       | 8   | 1   | 3     | 4   | 5  | 14   | 9–  | 6      |
| أوزبكستان | 8   | 1   | 1     | 6   | 5  | 10   | 5–  | 4      |

|           | أستراليا | البحرين | اليابان | قطر | أوزبكستان |
| --------- | -------- | ------- | ------- | --- | --------- |
| أستراليا  |          | 2-0     | 2-1     | 4–0 | 2–0       |
| البحرين   | 0–1      |         | 2–3     | 1–0 | 1–0       |
| اليابان   | 0–0      | 1–0     |         | 1–1 | 1–1       |
| قطر       | 0–0      | 1–1     | 0–3     |     | 3–0       |
| أوزبكستان | 0–1      | 0–1     | 0–1     | 3–0 |           |

- أستراليا واليابان تأهلتا إلى كأس العالم.
- البحرين تأهلت إلى الدور الخامس.

### المجموعة الثانية
| المنتخب السعودي          | لعب 6 | فاز 5 | تعادل 0 | خسر 1 | له 15 | عليه 5 | +\- | النقاط15 |
| ------------------------ | ----- | ----- | ------- | ----- | ----- | ------ | --- | -------- |
| كوريا الجنوبية           | 8     | 4     | 4       | 0     | 12    | 4      | 8+  | 16       |
| كوريا الشمالية           | 8     | 3     | 3       | 2     | 7     | 5      | 2+  | 12       |
| السعودية                 | 8     | 3     | 3       | 2     | 8     | 8      | 0   | 12       |
| إيران                    | 8     | 2     | 5       | 1     | 8     | 7      | 1+  | 11       |
| الإمارات العربية المتحدة | 8     | 0     | 1       | 7     | 6     | 17     | 11– | 1        |

|                          | إيران | كوريا الشمالية | كوريا الجنوبية | السعودية | الإمارات العربية المتحدة |
| ------------------------ | ----- | -------------- | -------------- | -------- | ------------------------ |
| إيران                    |       | 2-1            | 1-1            | 1–2      | 1–0                      |
| كوريا الشمالية           | 0–0   |                | 1–1            | 1–0      | 2–0                      |
| كوريا الجنوبية           | 1–1   | 1–0            |                | 0–0      | 4–1                      |
| السعودية                 | 1–1   | 0–0            | 0–2            |          | 3–2                      |
| الإمارات العربية المتحدة | 1–1   | 1–2            | 0–2            | 1–2      |                          |

- كوريا الجنوبية وكوريا الشمالية تأهلتا إلى كأس العالم.
- السعودية تأهلت إلى الدور الخامس.

## الدور الخامس
تأهل صاحبي المركز الثالث في مجموعتي الدور الرابع إلى الدور الخامس. تم إجراء قرعة لمن سيلعب مباراة الذهاب على ملعبه في 2 يونيو 2009 في العاصمة البهامية ناساو.
| الفريق الأول | إجم.              | الفريق الثاني | مباراة الذهاب | مباراة الإياب |
| ------------ | ----------------- | ------------- | ------------- | ------------- |
| البحرين      | 2–2 (هدف اعتباري) | السعودية      | 0–0           | 2–2           |

البحرين تتأهل للملحق القاري بنتيجة 2-2 بتسجيلها أهداف أكثر خارج أرضها.

## الملحق القاري
لعب خامس تصفيات آسيا منتخب البحرين في مواجهة بطل تصفيات أوقيانوسيا منتخب نيوزيلندا في مباراتي ذهاب وإياب لتحديد المتأهل إلى بطولة كأس العالم 2010. 
تم إجراء قرعة في 2 يونيو 2009 من أجل تحديد صاحب ملعب مباراة الذهاب.
| الفريق الأول | إجم. | الفريق الثاني | مباراة الذهاب | مباراة الإياب |
| ------------ | ---- | ------------- | ------------- | ------------- |
| البحرين      | 0–1  | نيوزيلندا     | 0–0           | 0–1           |

فاز منتخب نيوزيلندا بنتيجة 1-0 في مجموع المباراتين وتأهل إلى بطولة كأس العالم.

## الهدافون
تم تسجيل 374 هدف في 144 مباراة بمعدل 2.6 هدف لكل مباراة.
| المركز | اللاعب              | المنتخب                  | مجموعة الأهداف | الأهداف حسب الأدوار | الأهداف حسب الأدوار | الأهداف حسب الأدوار | الأهداف حسب الأدوار | الأهداف حسب الأدوار |
| المركز | اللاعب              | المنتخب                  | مجموعة الأهداف | الدور الأول         | الدور الثاني        | الدور الثالث        | الدور الرابع        | الملحق القاري       |
| ------ | ------------------- | ------------------------ | -------------- | ------------------- | ------------------- | ------------------- | ------------------- | ------------------- |
| 1      | سارايوت تشايكامدي   | تايلاند                  | 8              | 5                   | 2                   | 1                   | X                   | X                   |
| 1      | ماكسيم شاتسكيخ      | أوزبكستان                | 8              | 5                   | —                   | 2                   | 1                   | X                   |
| 3      | أحمد عجب            | الكويت                   | 6              | 0                   | —                   | 6                   | X                   | X                   |
| 3      | إسماعيل مطر         | الإمارات العربية المتحدة | 6              | 1                   | —                   | 4                   | 1                   | X                   |
| 5      | زياد شعبو           | سوريا                    | 5              | 0                   | 4                   | 1                   | X                   | X                   |
| 5      | بارك جي سونغ        | كوريا الجنوبية           | 5              | —                   | —                   | 2                   | 3                   | —                   |
| 5      | محمد غدار           | لبنان                    | 5              | 4                   | —                   | 1                   | X                   | X                   |
| 5      | سباستيان سوريا      | قطر                      | 5              | 3                   | —                   | 1                   | 1                   | X                   |
| 9      | تيم كاهيل           | أستراليا                 | 4              | —                   | —                   | 1                   | 3                   | —                   |
| 9      | بريت إيمرتون        | أستراليا                 | 4              | —                   | —                   | 2                   | 2                   | —                   |
| 9      | تشينغ سيو واي       | هونغ كونغ                | 4              | 4                   | 0                   | X                   | X                   | X                   |
| 9      | جواد نكونام         | إيران                    | 4              | —                   | —                   | 1                   | 3                   | X                   |
| 9      | مهدي كريم           | العراق                   | 4              | 4                   | —                   | 0                   | X                   | X                   |
| 9      | حسن عبد الفتاح      | الأردن                   | 4              | —                   | —                   | 4                   | X                   | X                   |
| 9      | جونغ تشول مين       | كوريا الشمالية           | 4              | 4                   | —                   | 0                   | 0                   | X                   |
| 9      | هونغ يونغ جو        | كوريا الشمالية           | 4              | 0                   | —                   | 3                   | 1                   | X                   |
| 9      | بارك تشو يونغ       | كوريا الجنوبية           | 4              | —                   | —                   | 2                   | 2                   | —                   |
| 9      | عبده عطيف           | السعودية                 | 4              | —                   | —                   | 2                   | 2                   |                     |
| 9      | ألكساندر دوريتش     | سنغافورة                 | 4              | 0                   | 2                   | 2                   | X                   | X                   |
| 9      | رجا رافع            | سوريا                    | 4              | 0                   | 4                   | 0                   | X                   | X                   |
| 9      | جهاد الحسين         | سوريا                    | 4              | 0                   | 1                   | 3                   | X                   | X                   |
| 9      | نوموندزهون خاكيموف  | طاجيكستان                | 4              | 4                   | 0                   | X                   | X                   | X                   |
| 9      | سيرفر جيباروف       | أوزبكستان                | 4              | 0                   | —                   | 4                   | 0                   | X                   |
| 24     | جوشوا كينيدي        | أستراليا                 | 3              | —                   | —                   | 1                   | 2                   | —                   |
| 24     | هاري كيويل          | أستراليا                 | 3              | —                   | —                   | 2                   | 1                   | —                   |
| 24     | محمود عبد الرحمن    | البحرين                  | 3              | 1                   | —                   | 0                   | 2                   | 0                   |
| 24     | علاء حبيل           | البحرين                  | 3              | 1                   | —                   | 2                   | 0                   |                     |
| 24     | سلمان عيسى          | البحرين                  | 3              | —                   | —                   | 2                   | 1                   |                     |
| 24     | تشان سيو كي         | هونغ كونغ                | 3              | 3                   | 0                   | X                   | X                   | X                   |
| 24     | عماد محمد           | العراق                   | 3              | 1                   | —                   | 2                   | X                   | X                   |
| 24     | ياسوهيتو إندو       | اليابان                  | 3              | —                   | —                   | 2                   | 1                   | —                   |
| 24     | شونسوكي ناكامورا    | اليابان                  | 3              | —                   | —                   | 1                   | 2                   | —                   |
| 24     | يوجي ناكازاوا       | اليابان                  | 3              | —                   | —                   | 3                   | 0                   | —                   |
| 24     | ماركوس توليو تاناكا | اليابان                  | 3              | —                   | —                   | 1                   | 2                   | —                   |
| 24     | باك تشول مين        | كوريا الشمالية           | 3              | 3                   | —                   | 0                   | 0                   | —                   |
| 24     | كيم دو هيون         | كوريا الجنوبية           | 3              | —                   | —                   | 3                   | —                   | —                   |
| 24     | لي كيون هو          | كوريا الجنوبية           | 3              | —                   | —                   | 0                   | 3                   | —                   |
| 24     | سيد علي البشير      | قطر                      | 3              | 2                   | —                   | 1                   | 0                   | X                   |
| 24     | ياسر القحطاني       | السعودية                 | 3              | —                   | —                   | 3                   | 0                   |                     |
| 24     | مالك معاذ           | السعودية                 | 3              | —                   | —                   | 3                   | 0                   |                     |
| 24     | رضا تكر             | السعودية                 | 3              | —                   | —                   | 3                   | 0                   |                     |
| 24     | جون ويلكينسون       | سنغافورة                 | 3              | 1                   | 0                   | 2                   | X                   | X                   |
| 24     | محمد زينو           | سوريا                    | 3              | 2                   | 1                   | 0                   | X                   | X                   |
| 24     | تيراتيب وينوثاي     | تايلاند                  | 3              | 1                   | 0                   | 2                   | X                   | X                   |
| 24     | داتساكرون ثونغلاو   | تايلاند                  | 3              | 2                   | 0                   | 1                   | X                   | X                   |
| 24     | إيميليو دا سيلفا    | تيمور الشرقية            | 3              | 3                   | X                   | X                   | X                   | X                   |
| 24     | محمد الشحي          | الإمارات العربية المتحدة | 3              | 1                   | —                   | 1                   | 1                   | X                   |
| 24     | عادل أحمدوف         | أوزبكستان                | 3              | 0                   | —                   | 3                   | 0                   | X                   |
| 24     | تيمور كابادزه       | أوزبكستان                | 3              | 1                   | —                   | 2                   | 0                   | X                   |
| 24     | فارهاد توجيييف      | أوزبكستان                | 3              | —                   | —                   | —                   | 3                   | X                   |
| 49     | مارك بريشانو        | أستراليا                 | 2              | —                   | —                   | 1                   | 1                   | —                   |
| 49     | فوزي عايش           | البحرين                  | 2              | —                   | —                   | 1                   | 1                   | 0                   |
| 49     | إسماعيل عبد اللطيف  | البحرين                  | 2              | 0                   | —                   | 1                   | X                   | 1                   |
| 49     | عبد الله فتاي       | البحرين                  | 2              | 1                   | —                   | 0                   | 1                   | 0                   |
| 49     | جيسي جون            | البحرين                  | 2              | 1                   | —                   | 0                   | X                   | 1                   |
| 49     | ليو جيان            | الصين                    | 2              | 1                   | —                   | 1                   | X                   | X                   |
| 49     | كو بو               | الصين                    | 2              | 2                   | —                   | 0                   | X                   | X                   |
| 49     | سونيل تشيتري        | الهند                    | 2              | 2                   | X                   | X                   | X                   | X                   |
| 49     | غلام رضا رضائي      | إيران                    | 2              | —                   | —                   | 2                   | 0                   | X                   |
| 49     | مسعود شجاعي         | إيران                    | 2              | —                   | —                   | 0                   | 2                   | X                   |
| 49     | نشأت أكرم           | العراق                   | 2              | 1                   | —                   | 1                   | X                   | X                   |
| 49     | كينغو ناكامورا      | اليابان                  | 2              | —                   | —                   | 1                   | 1                   | —                   |
| 49     | يوشيتو أوكوبو       | اليابان                  | 2              | —                   | —                   | 2                   | 0                   | —                   |
| 49     | كيجي تامادا         | اليابان                  | 2              | —                   | —                   | 1                   | 1                   | —                   |
| 49     | تشوي كوم تشول       | كوريا الشمالية           | 2              | —                   | —                   | 1                   | 1                   | —                   |
| 49     | مون إن غوك          | كوريا الشمالية           | 2              | —                   | —                   | —                   | 2                   | —                   |
| 49     | كي سونغ يونغ        | كوريا الجنوبية           | 2              | —                   | —                   | 1                   | 1                   | —                   |
| 49     | كواك تاي هوي        | كوريا الجنوبية           | 2              | —                   | —                   | 1                   | 1                   | —                   |
| 49     | سول كي هيون         | كوريا الجنوبية           | 2              | —                   | —                   | 2                   | —                   | —                   |
| 49     | محمود العلي         | لبنان                    | 2              | 1                   | —                   | 1                   | X                   | X                   |
| 49     | تشان كين سينغ       | ماكاو                    | 2              | 2                   | X                   | X                   | X                   | X                   |
| 49     | إسماعيل العجمي      | عمان                     | 2              | 0                   | —                   | 2                   | X                   | X                   |
| 49     | عماد الحوسني        | عمان                     | 2              | 0                   | —                   | 2                   | X                   | X                   |
| 49     | فابيو سيزار         | قطر                      | 2              | 0                   | —                   | 2                   | 0                   | X                   |
| 49     | أحمد الفريدي        | السعودية                 | 2              | —                   | —                   | 1                   | 1                   |                     |
| 49     | سعد الحارثي         | السعودية                 | 2              | —                   | —                   | 1                   | 1                   |                     |
| 49     | نايف هزازي          | السعودية                 | 2              | —                   | —                   | —                   | 2                   |                     |
| 49     | شي جياي             | سنغافورة                 | 2              | 2                   | 0                   | 0                   | X                   | X                   |
| 49     | نوح علم شاه         | سنغافورة                 | 2              | 1                   | 1                   | 0                   | X                   | X                   |
| 49     | فراس إسماعيل        | سوريا                    | 2              | 1                   | 1                   | 0                   | X                   | X                   |
| 49     | فراس الخطيب         | سوريا                    | 2              | 0                   | 0                   | 2                   | X                   | X                   |
| 49     | تيراسيل دانغدا      | تايلاند                  | 2              | 2                   | 0                   | 0                   | X                   | X                   |
| 49     | أرتر غيفوركيان      | تركمانستان               | 2              | 2                   | 0                   | 0                   | X                   | X                   |
| 49     | ماميدالي كارادانوف  | تركمانستان               | 2              | 2                   | 0                   | 0                   | X                   | X                   |
| 49     | ميكان نصيروف        | تركمانستان               | 2              | 1                   | 1                   | 0                   | X                   | X                   |
| 49     | بشير سعيد           | الإمارات العربية المتحدة | 2              | 1                   | —                   | 0                   | 1                   | X                   |
| 49     | فيكتور كاربينكو     | أوزبكستان                | 2              | 1                   | —                   | 1                   | 0                   | X                   |

المفاتيح:
- — تخطى الدور
- X خرج من التصفيات

هدف
| أفغانستان - عبيد الله كريمي أستراليا - ديفيد كارني - سكوت تشيبرفيلد - ميل ستريوفسكي البحرين - محمد سيد عدنان بنغلاديش - زامراتول حسين ميثو كمبوديا - ساميل ناسا الصين - دو زهينيو - لي جينيو - لي ويفينغ - سون كسيانغ - وو ويان - يانغ لين - تشنغ يوكون - تشنغ بين - تشنغ تشي - زهو هيبين هونغ كونغ - تشونغ ساي هو - لام كا واي - لو كوان يي الهند - ستيفن دياز إندونيسيا - بودي سودارسونو | إيران - كريم باقري - سيد جلال حسيني - علي كريمي - محسن خليلي - مهدي مهدافيكيا - علي رضا نيكبخت - فريدون زاندي العراق - جاسم محمد - هوار ملا محمد اليابان - سيتشيرو ماكي - شينجي أوكازاكي - تاتسويا تاناكا - أتسوتو أوتشيدا الأردن - وسيم البزور - حاتم عقل - ثائر بواب - محمود شلباية كوريا الشمالية - أن تشول هيوك - جون كوانغ إيك - كيم كوك جين - باك نام تشول - جونغ تاي سي كوريا الجنوبية - كيم تشي وو الكويت - فهد الرشيدي لبنان - رضا عنتر - أمير خان | قرغيزستان - أيبيك بوكويف - إيسنكول أوولو ماليزيا - محمد بونيامين عمر المالديف - علي إشفاق - شامفيل قاسم منغوليا - دونوروفين لخومبينغاراف - أودخو سيلينغي عمان - محمد مبارك - فوزي بشير - هاشم صالح - أحمد مبارك - حسن مظفر قطر - علي عفيف - سعد الشمري - طلال البلوشي - ماجد محمد - مجدي صديق السعودية - أسامة المولد - أسامة هوساوي - ناصر الشمراني - حمد المنتشري سنغافورة - فخر الدين مصطفيتش - فازرول نواز سوريا - ماهر السيد - عاطف جنيات - سنحاريب ملكي | طاجيكستان - جامشيد إسمايلوف - دزوميخون محييدينوف - ديلشود فاسييف تايلاند - باتيبارن فيتفون - توتشتاوان سريبان - سوري سوخا - نيروت سوراسيانغ تركمانستان - فلاديمير بايراموف - عارف ميرزوييف - غوفانتشمحمد أوفيكوف الإمارات العربية المتحدة - نواف مبارك - إسماعيل الحمادي - أحمد دادا - سعيد الكاس - عبد الرحيم جمعة - فيصل خليل - سبيت خاطر - سيف محمد أوزبكستان - أوليغبك باكاييف - فيتالي دينيسوف - ألكساندر غينريخ - عزيز إبراهيموف - إسلوم إنوموف - شافكات سالوموف - أنفارجون سولييف - إلهام سويونوف اليمن - علي النونو - فكري الحبيشي - محمد سالم - هيثم ثابت |

هدف عكسي
| اليابان - ماركوس توليو تاناكا لصالح البحرين لبنان - رامز ديوب لصالح سنغافورة | سوريا - أنس الخجا لصالح الكويت قطر - أحمد علي البنعلي لصالح اليابان | تيمور الشرقية - ألفريدو إستيفيز لصالح هونغ كونغ سنغافورة - بايحقي خايزان لصالح لبنان | الإمارات العربية المتحدة - فارس جمعة لصالح السعودية |